# Kytice (album)
Kytice je šestnácté hudební album zaměřené na práci Jiřího Suchého a divadla Semafor, obsahuje záznam z nejúspěšnějšího představení, které společně složili Suchý a Ferdinand Havlík na základu stejnojmenné knihy od Karla Jaromíra Erbena (s výjimkou Suchého autorské balady "Bludička"). Společnost Supraphon album vydala na třech LP deskách v roce 1974 pod katalogovými čísly 1 13 1513-15.

## Okolnosti vzniku a nahrávání alba
Představení "Kytice" zaznamenalo obrovský ohlas srovnatelný s někdejším úspěchem hry Jonáš a tingltangl. O vydání záznamu na vinylových deskách se zasloužil Československý HI-FI klub, týdeník Mladý svět a vydavatelství Supraphon. Společně se rozhodli nasnímat tentokrát celé představení živě přímo v divadle, aby lépe zachytili atmosféru s diváky. Došlo k tomu během čtyř představení v červnu 1973, dvakrát se natáčelo před publikem z řad Jonáš klubu a členů HI-FI klubu, kdy se scény opakovaly a kdy byla pro potřeby nahrávky zjednodušena choreografie. Ve hře vystupovali např. Jiří Suchý, Jitka Molavcová, Josef Dvořák, Eugen Jegorov, Jiří Datel Novotný, Hana Zagorová, Michal Prokop, Věra Křesadlová, duo Saze nebo Jiří Helekal. Tříhodinové představení bylo následně pro potřeby desek výrazně zkráceno (zejména balada "Polednice").

## Vydání a přijetí alba
Trojalbum Kytice vydal Supraphon pod hlavičkou Diskotéky Mladého světa na podzim 1974, a to v maximálním možném nákladu těchto edicí (10 000 kusů), přičemž na jaře roku 1980 vyšla reedice, protože deska byla brzy po vydání rozebraná. Třetí reedice se dočkala v roce 1988. Posluchači ji dostali v pevném papírovém boxu s vloženou brožurou obsahující většinu libreta, doprovodné texty Jiřího Suchého, Lubomíra Dorůžky, Rudolfa Křesťana a Jiřího Macka (z HI-FI klubu), i velkoformátové fotky tehdejších semaforských členů, jež obstarali přední fotografové Miroslav Hucek a Taras Kuščynskyj. O grafickou úpravu se postaral přední ilustrátor a grafik Václav Kabát. Přes některé výtky byla deska mezi kritiky velmi dobře přijata. Lubomír Dorůžka v časopise Melodie napsal: "Dalším příslibem je tentokrát hudba Ferdinanda Havlíka, který i bez obvyklých klauniád jakoby chytil semaforský dech: bez velikých šlágrů nebo sólových čísel, ale s přirozeností a plynulostí typickou pro Šlitrovu a Suchého koncepci divadelní muziky nebo ‚jazzové opery‘." Více kritický byl ve stejném měsíčníku Jiří Černý: "Už od Šlitrových dob však mám stále větší podezření, jestli Suchého poetika, stále se vyvíjející, si nežádá jinou hudbu než střídání dixielandu, swingu a nejrůznějších parodií." 
Některé písně se dočkaly i studiového provedení. Jitka Molavcová nazpívala na své první album "Bílou vránu" ze "Zlatého kolovratu" a na singlu vyšel nejvýraznější duet hry, píseň "Miláčku" (v podání Suchého a Molavcové). K premiéře  vyšel také singl se záznamy zkoušek představení. Poprvé na CD vyšla Kytice v roce 1999 (Bonton), podruhé 2005 (Supraphon) a potřetí v rámci CD boxu "Semafor – léta 70. a 80." v roce 2012.

## Seznam skladeb
| Strana 1 | Strana 1                  | Strana 1                                          | Strana 1 | Strana 1 |
| Pořadí   | Název                     | Autor                                             | Zpěv | Délka    |
| -------- | ------------------------- | ------------------------------------------------- | --- | -------- |
| 1.       | Pane Erbene, neřekněte ne | Ferdinand Havlík, Jiří Suchý                      | Saze | 1:40     |
| 2.       | Štědrý večer              | Ferdinand Havlík, Jiří Suchý, Karel Jaromír Erben | Jitka Molavcová, Zdena Adamová, Ferdinand Havlík, Eugen Jegorov, Jiří Datel Novotný, Milena Babická, Helena Klimešová, Eva Brožková | 13:32    |

| Strana 2 | Strana 2  | Strana 2                                          | Strana 2                 | Strana 2 |
| Pořadí   | Název     | Autor                                             | Zpěv                     | Délka    |
| -------- | --------- | ------------------------------------------------- | ------------------------ | -------- |
| 3.       | Polednice | Ferdinand Havlík, Jiří Suchý, Karel Jaromír Erben | Jiří Suchý, Josef Dvořák | 17:54    |

| Strana 3 | Strana 3       | Strana 3                                          | Strana 3                                                                                            | Strana 3 |
| Pořadí   | Název          | Autor                                             | Zpěv                                                                                                | Délka    |
| -------- | -------------- | ------------------------------------------------- | --------------------------------------------------------------------------------------------------- | -------- |
| 4.       | Zlatý kolovrat | Ferdinand Havlík, Jiří Suchý, Karel Jaromír Erben | Saze, Jitka Molavcová, Věra Křesadlová, Eva Brožová, Jiří Datel Novotný, Jiří Suchý, Magda Křížková | 25:02    |

| Strana 4 | Strana 4 | Strana 4                                          | Strana 4                                         | Strana 4 |
| Pořadí   | Název    | Autor                                             | Zpěv                                             | Délka    |
| -------- | -------- | ------------------------------------------------- | ------------------------------------------------ | -------- |
| 5.       | Vodník   | Ferdinand Havlík, Jiří Suchý, Karel Jaromír Erben | Saze, Josef Dvořák, Hana Zagorová, Michal Prokop | 20:05    |

| Strana 5 | Strana 5                       | Strana 5                                          | Strana 5                      | Strana 5 |
| Pořadí   | Název                          | Autor                                             | Zpěv                          | Délka    |
| -------- | ------------------------------ | ------------------------------------------------- | ----------------------------- | -------- |
| 6.       | Svatební košile                | Ferdinand Havlík, Jiří Suchý, Karel Jaromír Erben | Jiří Helekal, Jitka Molavcová | 16:09    |
| 7.       | Lexikon bytostí nadpřirozených | Jiří Suchý                                        | Jiří Suchý                    | 4:47     |

| Strana 6 | Strana 6 | Strana 6                     | Strana 6                                                               | Strana 6 |
| Pořadí   | Název    | Autor                        | Zpěv                                                                   | Délka    |
| -------- | -------- | ---------------------------- | ---------------------------------------------------------------------- | -------- |
| 8.       | Bludička | Ferdinand Havlík, Jiří Suchý | Josef Dvořák, Eva Brožková, Věra Křesadlová, Hana Zagorová, Jiří Suchý | 23:10    |

## Hudební doprovod
- Ferdinand Havlík s orchestrem
- sbor C&K Vocal